# Perilissus triangularis
Perilissus triangularis là một loài tò vò trong họ Ichneumonidae.